# Listă cu cercetători din scufundare

## Cercetători și inventatori detehnologie de scufundare
- Arne Zetterström
- Auguste Denayrouze
- Augustus Siebe
- Benoit Rouquayrol
- Bev Morgan
- Dimitri Rebikoff
- Edwin Albert Link
- Émile Gagnan
- George Beuchat
- Graham Hawkes
- Hermann Stelzner
- Jacques-Yves Cousteau
- Joseph-Martin Cabirol
- Louis Boutan
- Louis de Corlieu
- Maurice Fenzy
- Max Nohl
- Phil Nuytten
- Robert Davis
- Ted Eldred
- Teseo Tesei
- Yves Le Prieur

## Cercetători înmedicina scufundăriiși fiziologie hiperbară
- Arthur J. Bachrach
- David H. Elliot
- Hans Örnhagen
- John Rawlins
- Peter B. Bennett

## Cercetători în teorii dedecompresie
- A. E. Boycott
- Albert A. Bühlmann
- Albert R. Behnke
- Aron Petru
- B.N.Pavlov
- Brian A. Hills
- Bruce Wienke
- Charles Momsen
- Charles Wesley Shilling
- Christian J. Lambertsen
- Donald E. Yount
- Edward D. Thalmann
- G. C. C. Damant
- G. L. Zaltsman
- George F. Bond
- H. V. Hempleman
- James. A. Hawkins
- Johannes A. Kylstra
- John Scott Haldane
- Jules Triger
- Leon Orbeli
- Leonard Erskine Hill
- Michael A. Lang
- Mircea Degeratu
- O. D. Yarborough
- Paul Bert
- Richard E. Moon
- Robert Boyle
- Robert D. Workman
- Robert W. Hamilton
- Ronald Y. Nishi
- Simon Mitchell
- T. S. Neuman
- V.V. Smolin
- Van der Aue
- William Paul Fife